# 馬加列茨基·奧列格·弗拉基米羅維奇

## 马加列茨基·奥列格·弗拉基米罗维奇
马加列茨基·奥列格·弗拉基米罗维奇（烏克蘭語：Олег Володимирович Магалецький；生於 1989 年 8 月 26 日）是一位烏克蘭企業家、公共和政治活動家、營運經理、志工、策略師。 參加了俄烏戰爭。 他是非政府組織「AXIOS Center」和後俄羅斯自由民族論壇 （页面存档备份，存于）的共同創辦人。

### 社會活動：
2004年－參與橙色革命。
2013年至2014年－積極參與尊嚴革命（特別是2013年12月1日在Bankova街，1月19日在Hrushevsky街和2月18日至21日的抗議活動）。
從 2013 年至今積極參與公共事務（新聞資料、無償公共諮詢和右翼自由主義方向的政治倡議）。
2022年至今——後俄羅斯自由民族論壇的聯合創始人——一個國際社區與公共平台，將被俄羅斯奴役國家和地區運動的領導人以及俄羅斯政治、外交、媒體和分析機構的代表團結起來。目標是促進現代俄羅斯的和平和非暴力去殖民化、去帝國化、去納粹化、非軍事化和無核化。
2023 年 — 地緣戰略倡議實踐地緣政治中心的創始人和烏克蘭對外政策學說的構建者。